# Angel's Voice
Angel's Voice è il primo EP della cantante giapponese Masami Okui pubblicato il 22 novembre 2002 dalla Starchild. L'album ha raggiunto la sessantasettesima posizione della classifica degli album più venduti in Giappone, vendendo 5 137 copie.

## Tracce
1. introduction ~Maria~ (introduction ～マリア～)
2. White season
3. Sanctuary (サンクチュアリ)
4. ANGEL'S VOICE
5. Tabibito (旅人)
6. 2 years
7. 12-gatsu no Kyuujitsu Kutsushita wo Katta (12月の休日くつしたを買った)